# Réserve naturelle de Vallombrosa
La Réserve naturelle de Vallombrosa (en italien : Riserva naturale Vallombrosa) est une zone naturelle protégée appartenant à l'État, créée en 1977 et située dans la ville métropolitaine de Florence, en Toscane,.
La réserve occupe une superficie de 1 273 hectares sur le versant occidental du massif du Pratomagno et plus précisément dans la commune de Reggello. Elle s'étend à 470 m d'altitude de la ville de Tosi jusqu'à 1 440 m d'altitude au Monte Secchieta.

## Territoire

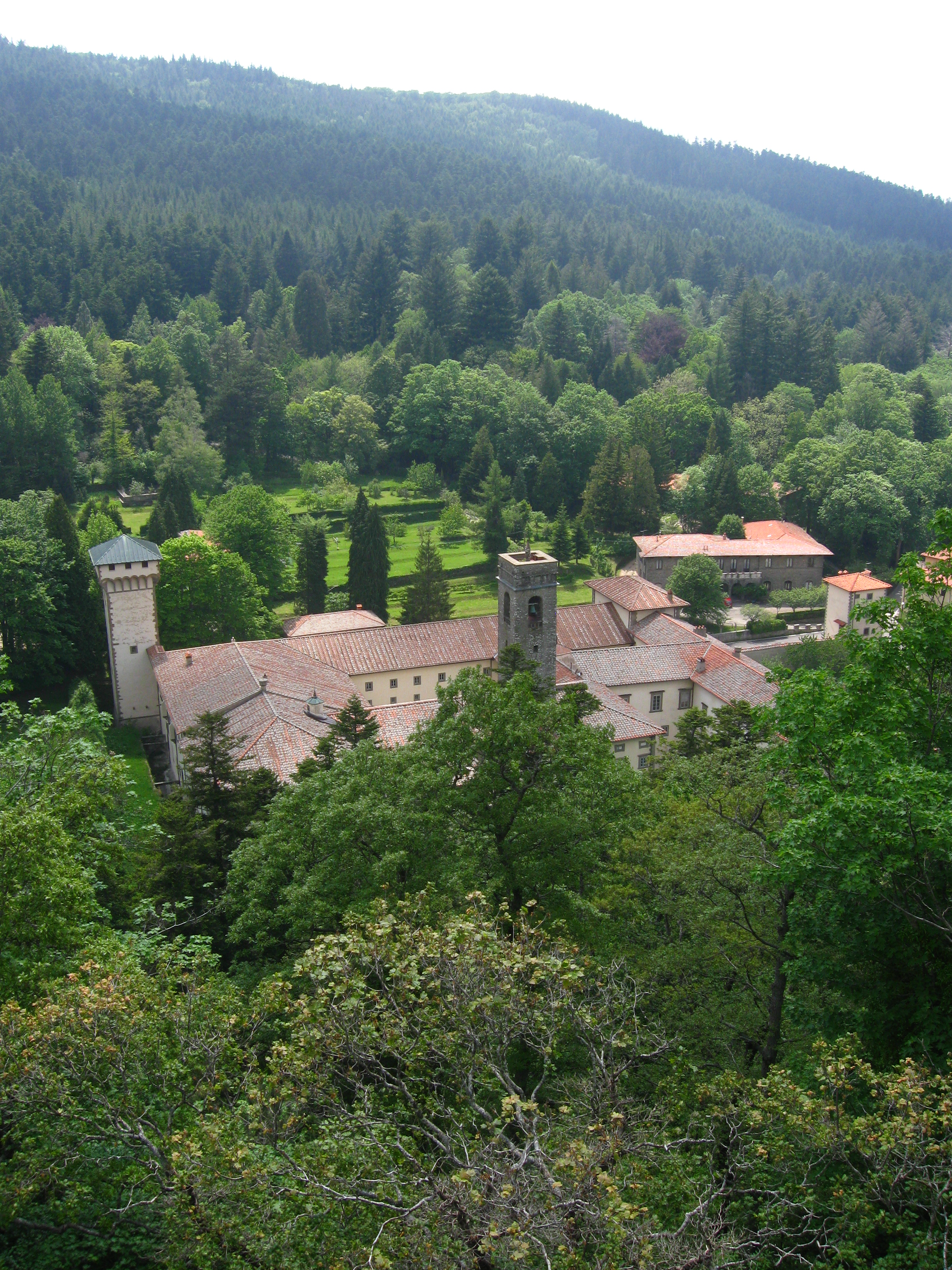
Abbaye de Vallombrosa.

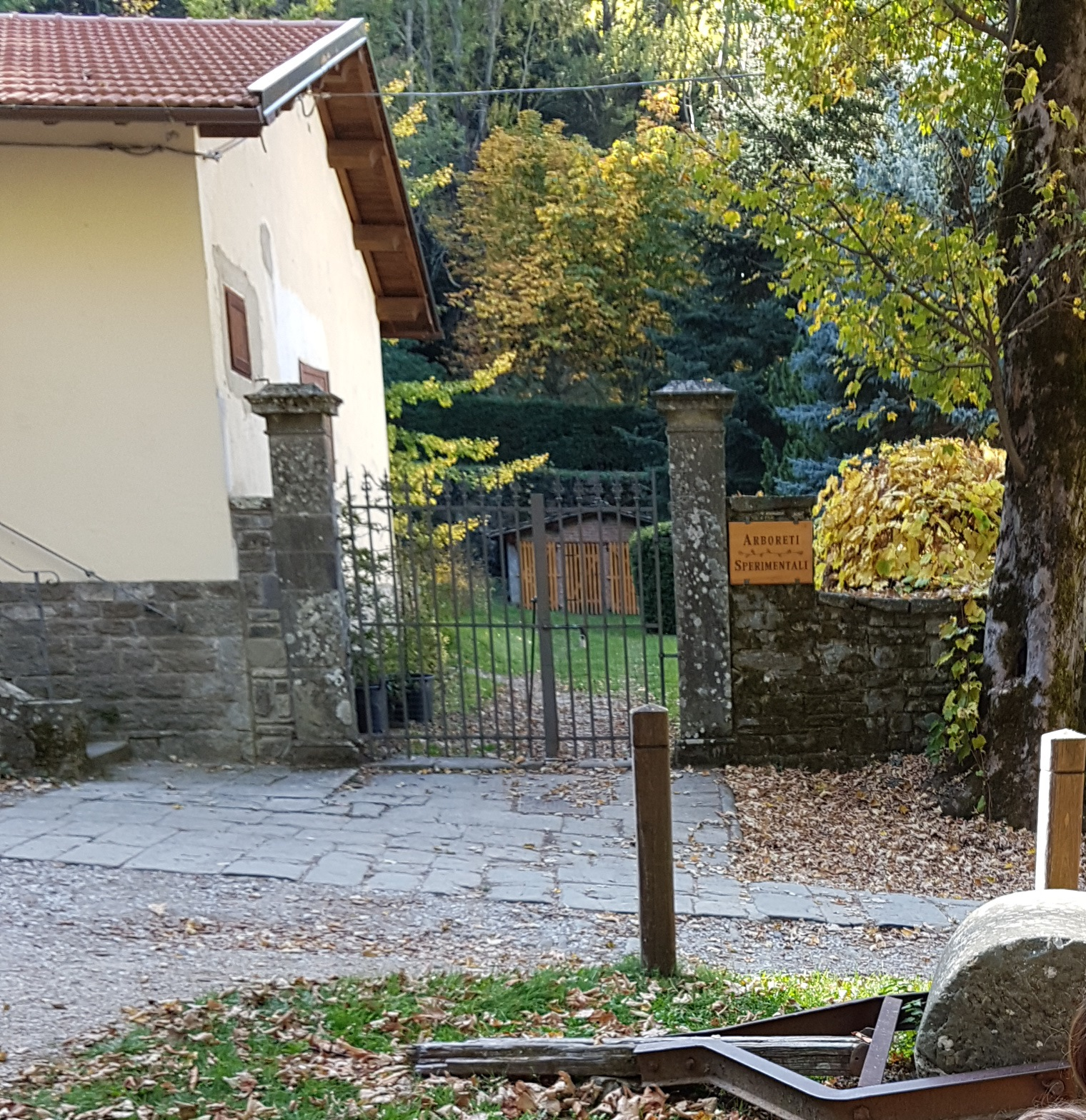
L'entrée de l'arboretum

L'histoire de la forêt est étroitement liée à celle des moines bénédictins de l'Ordre de Vallombreuse, dont la congrégation fut fondée par San Giovanni Gualberto en 1036.
Dans une forêt déjà composée principalement de feuillus, les moines commencèrent au XIVe siècle à planter du sapin pectiné (Abies alba), dont le bois était destiné à la coupe selon le procédé dit de « coupe à blanc » et vendu principalement aux chantiers navals. La foresterie est devenue le principal secteur de leur économie et les terres qu'ils possédaient se sont agrandies au fil des années.
Au cours des siècles suivants, l'activité forestière s'est approfondie grâce à des personnalités comme l'abbé Luigi Fornaini (XVIIe siècle) jusqu'aux interruptions dues à la suppression des corporations religieuses napoléoniennes et du royaume d'Italie, qui ont obligé les moines à quitter l'abbaye pour y retourner en 1949. La sagesse et le soin de la forêt que les moines ont exercés pendant des siècles se sont poursuivis depuis l'unification de l'Italie avec le Corps forestier d'État et se poursuivent aujourd'hui grâce aux Carabiniers Forestiers (Comando unità forestali, ambientali e agroalimentari (it)).
En 1869, l'abbaye devint le siège de l'Institut Royal Forestier, la première école forestière italienne sous la direction d'Alfonso de Bérenger, jusqu'en 1914, date à laquelle elle fut transférée à Florence pour devenir ensuite la Faculté des Sciences Forestières.
En 1977, la forêt est devenue une réserve naturelle et depuis 1992, avec la forêt voisine de Sant'Antonio, elle constitue une zone spéciale de conservation au sein du réseau Natura 2000. Elle fait également partie de l'Association des forêts modèles de la montagne florentine, protections et reconnaissances qui visent à maintenir et à augmenter le niveau déjà élevé de biodiversité de la forêt.
Confirmant le lien entre la forêt et les moines, San Giovanni Gualberto est depuis 1950 le saint patron des forestiers italiens et est célébré chaque 12 juillet avec l'allumage de la lampe votive dans la chapelle qui lui est dédiée dans l'abbaye de Vallombrosa.

## L'arboretum expérimental
Les Arboretums Expérimentaux sont une collection d'espèces forestières indigènes et exotiques composée de milliers de spécimens provenant des cinq continents. Plus de 3 000 spécimens de plus de 1 000 entités botaniques appartenant à 85 genres cohabitent ici.
Leur institution remonte à 1869, il y a plus de 150 ans, dans le but d'étudier et d'expérimenter les étudiants du Istituto forestale di Vallombrosa (it). Aujourd’hui encore, ils comptent parmi les plus connus d’Europe.
Depuis 2013, les arboretums sont gérés par le Département de Biodiversité des Carabiniers de Vallombrose et des activités pédagogiques et des visites guidées sont réalisées.